# Carmit Bachar
Carmit Bachar (Los Angeles, 4 settembre 1974) è una ballerina, cantante, attrice e modella statunitense.
Nota per essere una delle componenti del noto gruppo musicale Pussycat Dolls, creato dalla coreografa Robin Antin, fin dal 1995. Lascia il gruppo nel 2008 per dedicarsi alla carriera da solista; fa parte del duo elettro/pop LadyStation e si dedica alla carriera di ballerina e attrice. Nel 2019 ritorna con le Pussycat Dolls in occasione della loro reunion.

## Biografia
Nata a Los Angeles, Carmit ha origini israeliane, olandesi e indonesiane. Proviene da una famiglia di ballerini: la madre era insegnante di danza presso la Bancroft Middle School of Performing Arts e il padre ha lavorato spesso con Marcel Marceau e Elvis Presley.
Questo sfondo familiare le ha garantito fin da piccola la passione per la danza: per 10 anni ha fatto gare internazionali di ginnastica ritmica, e si è piazzata quinta alle selezioni per le olimpiadi nel 1992; spesso ha inoltre gareggiato alle competizioni mondiali.
Durante la sua carriera di gare nella Squadra Nazionale Americana, ha frequentato la Hamilton Academy of Music a Los Angeles, studiando musica, danza, pianoforte e viola.

## Carriera

### 1995 - 2008: The Pussycat Dolls

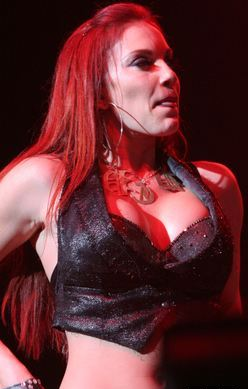
Carmit in concerto

Nel 1995 entra a far parte del corpo di ballo burlesque Pussycat Dolls, creato dalla coreografa Robin Antin insieme all'amica Christina Applegate. Il gruppo si esibisce in spettacoli nei locali di Los Angeles, come il Viper Room di Johnny Depp. Le performance erano basate su un repertorio di canzoni degli anni cinquanta e sessanta, e le ballerine si esibivano in lingerie o con costumi da pin-up. Nel 2003 la Antin con l'aiuto dei produttori discografici Jimmy Iovine e Ron Fair, decise di espandere il franchise delle Pussycat Dolls e di creare un gruppo musicale con il nome del corpo di ballo. Bachar, insieme a Ashley Roberts, Jessica Sutta e Kimberly Wyatt, sono le uniche ragazze che rimangono dal corpo ballo. A loro si aggiungono Nicole Scherzinger, Melody Thornton e Kaya Jones (la quale abbandona il gruppo dopo prima l'uscita dell'album di debutto). Le Pussycat Dolls raggiunsero la formazione di sette elementi e firmarono un contratto con la Interscope Records.
L'esordio discografico avvenne nel 2004 con l'incisione del brano Sway per la colonna sonora del film Shall We Dance?. Sempre nello stesso anno, il gruppo registrò la canzone We Went as Far as We Felt Like Going che fu inserita nella colonna sonora del film d'animazione Shark Tale.
Il 13 settembre 2005, viene pubblicato il primo album, PCD; inoltre sono presenti alcuni tributi e cover di famose canzoni. L'album è un grande successo a livello mondiale: venderà oltre dieci milioni di copie, raggiungendo la prima posizione in Nuova Zelanda, la top five in paese come i Paesi Bassi e gli Usa, inoltre l'album entra nella top ten di Austria, Regno Unito, Germania, Irlanda. L'album contiene hit di grande successo, come PCD, Stickwitu e Buttons, che raggiungono le parti alte delle classifiche di molte paesi. Inoltre la band riceve la nomination ai Grammy Award nella categoria Best Pop Performance By a Duo or Group per la canzone Stickwitu.
Il gruppo nel 2006 è la band di apertura dell'Honda Civic Tour dei Black Eyed Peas nel Nord America. L'anno successivo apriranno, insieme alla Danity Kane e ai NTL il Back to Basics Tour di Christina Aguilera. Intraprenderanno anche il loro primo tour mondiale, il PCD World Tour al quale prenderà parte anche la cantante Rihanna per le date inglesi.
Nel 2008 Carmit Bachar decide di lasciare le Pussycat Dolls per dedicarsi alla carriera da solista.

### 2008 - presente:Formerly Of...e le LadyStation
Nel marzo 2008 durante un'intervista sul canale televisivo E! Bachar ha dichiarato che stava lavorando con Macy Gray al suo album di debutto da solista e che sarebbe uscito nel 2009. Nel giugno 2008 appare sul Myspace dell'artista una canzone dal titolo Carmasutra. Nel giugno 2009 durante un'intervista al Kee Magazine annuncia che il titolo del suo album di debutto si sarebbe chiamato Formerly Of... e che la cui uscita era prevista per il 2010.
Nel 2011 Bachar inizia a lavorare con Sammy Jay e danno vita al duo elettro/pop LadyStation. Quello stesso anno producono il singolo Body In Motion e nel luglio 2012 il singolo Motivation, che vede la collaborazione con il DJ Paul Thomas. Un altro brano, Loud, è stato presentato alla fine del 2012.

## Altre attività
Nel corso della sua carriera da ballerina ha lavorato nel corpo di ballo di diverse star della musica. Tra il 1999 e il 2000 partecipa al tour mondiale di Ricky Martin, il "Livin' la vida loca tour". Nel 2000 si esibisce nel tour mondiale dei No Doubt assieme a Gwen Stefani durante il singolo Bathwater. Nel 2004, partecipa come ballerina di scena durante la performance di Janet Jackson al Superbowl. Tra il 2003 e il 2004 lavora come ballerina per il tour di Beyoncé. Inoltre nel corso degli anni partecipa a numerosi video musicali quali: Crazy in Love e Baby Boy di Beyoncé; Shut Up dei Black Eyed Peas; Ain't It Funny di Jennifer Lopez; Blood on the Dance Floor di Michael Jackson; Rock the Boat di Aaliyah e molti altri.
Oltre alla carriera di cantante la Bachar si dedica anche alla carriera di attrice, infatti è apparsa in numerosi film tra cui: Il Re Scorpione (2002), 30 anni in 1 secondo (2004), ...e alla fine arriva Polly (2004) e nel film del 2003 partecipa al film Charlie's Angels: più che mai insieme alle Pussycat Dolls.

## Vita privata
Dalla relazione con Kevin Whitaker il 18 settembre 2011, ha dato il benvenuto a una bambina, Keala Rose.

## Filantropia
Bachar è uno degli ambasciatori di Operation Smile, associazione mondiale che ha come scopo quello di aiutare a migliorare la salute e la vita di bambini e adolescenti con deformità facciali. Nel novembre 2007 partecipa alla missione internazionale di Operation Smile in Bolivia, durante la quale, insieme allo staff ha creato attività creative per i bambini, come canto, ballo e body painting.

## Discografia

### Con le Pussycat Dolls
- 2005 - PCD
- 2008 - Doll Domination

### Solista
- 2009 - Formerly Of...

### Con le LadyStation
- 2011 - Body In Motion
- 2012 - Motivation
- 2012 - Loud

## Filmografia

### Cinema
- Il Re Scorpione - (2002)
- Charlie's Angels: più che mai - (2003)
- 30 anni in 1 secondo - (2004)
- ...e alla fine arriva Polly - (2004)

### Altre apparizioni
- Pussycat Dolls Present: The Search for the Next Doll - ospite - (2007)
- Pussycat Dolls Present: Girlicious - ospite - (2008)